# Societat Arqueològica d'Atenes

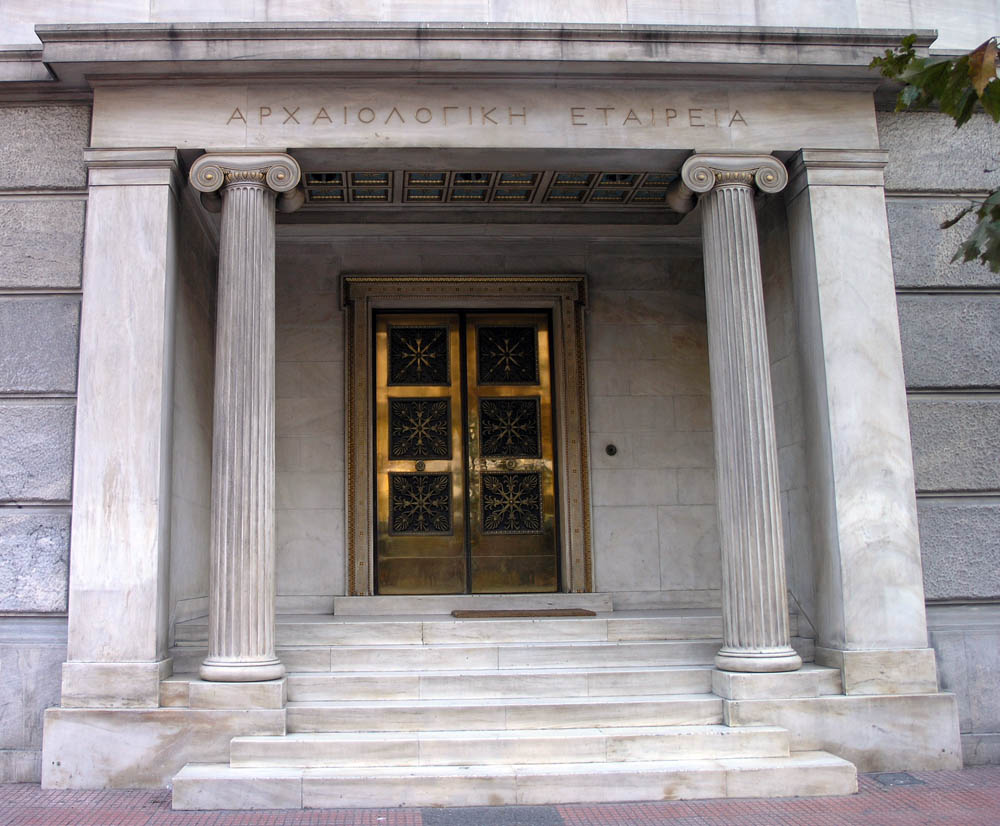
Façana de l'edifici de la Societat Arqueològica d'Atenes

La Societat Arqueològica d'Atenes (en grec:Η εν Αθήναις Αρχαιολογική Εταιρεία) és un dels principals organismes arqueològics grecs.
La societat va ser fundada el 1837 sota el lideratge del rei Otto com el primer institut del nou estat grec independent per promoure i explorar l'herència de l'antiga Grècia, en general, i d'Atenes en particular. El primer president va ser Ludwig Ross.
Immediatament després de la seva creació, es van realitzar amplis programes arqueològics: 1839 - 1840 es van començar les excavacions a Atenes, deixant al descobert la Torre dels Vents, el monument de Tràsil, el Propileus de l'Acròpoli i l'Erecteion. Entre 1840 i 1841, es va extreure a la llum el teatre de Dionís. Després d'una pausa per dificultats financeres, la societat va patrocinar excavacions a Atenes tots els anys entre 1858 i 1894. Al segle xx va impulsar la creació del Museu Arqueològic de Delos i l'excavació del jaciment d'Akrotiri a l'illa de Santorí. Ella va tenir un paper important en la concessió de diversos jaciments arqueològics grecs a institucions estrangeres (Escola Francesa d'Atenes, Escola Britànica d'Atenes, Institut Arqueològic Alemany d'Atenes, etc.) 
La Societat Arqueològica publica un resum anual dels seus diversos treballs, i una revista que presenta els resultats detallats.